# Bildungswerk der Humanistischen Union NRW
Das Bildungswerk der Humanistischen Union NRW wurde 1971 gegründet und war bis 2021 als Einrichtung der politischen Erwachsenenbildung aktiv.

## Entstehung und Geschichte
Das Bildungswerk wurde ab 1971 von aktiven Frauen und Männern der Bürgerrechtsorganisation Humanistische Union (HU) in Essen/Ruhr aufgebaut. Diese gründeten zur Unterstützung ihrer öffentlichen Aufklärungsarbeit und der Bildungsarbeit im Strafvollzug einen eigenständigen Trägerverein für das Bildungswerk, das bald auch eine staatliche Anerkennung als Einrichtung der politischen Weiterbildung und öffentliche Zuschüsse erhielt. Seit 1978 gelang eine Expansion und professionelle Konsolidierung. Bis zu den 1980er-Jahren gab es eine intensive Zusammenarbeit mit den damals noch aktiven HU-Ortsverbänden in Aachen, Bonn, Köln, Düsseldorf, Essen und Dortmund – danach nur noch gelegentlich gemeinsame Projekte.
Das Thema der Bürgerrechte erwies sich allerdings als eines, das quantitativ nicht ausreichend Resonanz erfuhr, und so ergaben sich neue thematische Spezialisierungen und Kooperationen u. a. mit Neuen Sozialen Bewegungen, in der Frauenbildungsarbeit und der Arbeitnehmerweiterbildung (Bildungsurlaub). In den Jahren ab 2000 konzentrierte sich das Bildungswerk vor allem auf die Themenbereiche Zeitgeschichte, Migration und Medien und baute die politische Jugendbildung zu einem Schwerpunkt aus.
Die Kooperation mit Gedenkstätten wurde zu einem wichtigen Standbein. Das Bildungswerk der HU kooperierte in den 50 Jahren seines Bestehens aus inhaltlichen Gründen, aber ebenso im Sinne von Vernetzung und Weiterentwicklung auch mit zahlreichen anderen Bildungs-, Fortbildungs- und Supporteinrichtungen sowie Initiativen.
Mit dem Ende des Jahres 2021 stellte das Bildungswerk der HU NRW seine eigenständige Arbeit ein und fusionierte mit dem politischen Bildungswerk Aktuelles Forum (Gelsenkirchen), das einen Teil der Arbeitsfelder fortführt.

## Strukturen und Finanzen
Seit 1973 war das Bildungswerk als „Volksbildungseinrichtung“ im Land NRW anerkannt, 1977 erfolgte die Anerkennung und Förderung nach dem neuen Weiterbildungsgesetz des Landes. Ab 1978 gab es hauptberufliche pädagogische Mitarbeiterinnen und Mitarbeiter (zumeist zwei bis vier) und zahlreiche nebenamtliche Kursleitende. Im Jahre 2001 kam eine Anerkennung als Einrichtung der Jugendbildung hinzu. Das Bildungswerk hatte in der gesamten Zeit seines Bestehens eine kollegiale Leitung. Im Vorstand des Bildungswerks waren zunächst langjährige Mitglieder der Humanistischen Union aktiv, ab Anfang der 1990er-Jahre kamen Pädagoginnen und Historikerinnen hinzu, die weniger der HU als den Fachdiskursen nahestanden.
1982 wurde das Bildungswerk Partnereinrichtung der Landeszentrale für politische Bildung NRW (LzpB NRW) und 1998 der Bundeszentrale für politische Bildung (BpB) was mit jeweils spezifischer Förderung verbunden war. Ein Teil des Bildungsangebots wurde seit dem Ende der 1980er-Jahre bundesweit ausgeschrieben und genutzt.
Das Hannah-Arendt-Bildungswerk schloss sich 2006 dem Bildungswerk der HU an, zunächst als Zweigstelle mit einer Pädagogin in Essen-Altenessen. Aus dem Kinder- und Jugendplan des Bundes (KJP) erhielt das Bildungswerk seit 2007 Projektmittel, die der als Zentralstelle fungierende Arbeitskreis deutscher Bildungsstätten (AdB) vergab. Ab 2015 angewachsene KJP-Mittel für Gedenkstättenseminare an Orten ehemaliger deutscher Konzentrationslager, die heute in Polen liegen, erlaubten eine deutliche Ausweitung auch solcher Formate.

## Mitgliedschaften
Die aus den Neuen Sozialen Bewegungen hervorgegangene Landesarbeitsgemeinschaft für eine andere Weiterbildung NRW (LAAW) wurde 1982 unter maßgeblicher Beteiligung des Bildungswerks gegründet. 1993 trat das Bildungswerk dem Arbeitskreis deutscher Bildungsstätten (AdB) bei, einem bundesweiten Zusammenschluss von Akademien und Bildungsstätten, die sich ausschließlich der politischen Jugend- und Erwachsenenbildung widmen. In beiden Verbänden engagierte sich das Personal des Bildungswerks intensiv in Gremien und Projekten.
Später wurde das Bildungswerk Fördermitglied des Fritz-Bauer-Instituts zur Geschichte und Wirkung des Holocaust sowie des Informations- und Dokumentationszentrums für Antirassismusarbeit in NRW (IDA-NRW).

## Arbeitsschwerpunkte, Angebotsformate und Ziele
Die politische Bildung wurde als professionell angeleitete Kommunikation über gesellschaftliche Gegenwartsprobleme und Deutungen der Vergangenheit in der zivilen Gesellschaft verortet.  Neben den ökologischen, frauenpolitischen und alltagsgeschichtlichen Impulsen durch die Neuen Sozialen Bewegungen wurden vom Bildungswerk auch ökonomische Fragen sowie die Probleme des Strukturwandels und der Regionalentwicklung im Ruhrgebiet und andernorts im Rahmen von Bildungsurlaubs-Angeboten angesprochen und diskutiert. Auch reformpädagogische Lehrer-Fortbildungen zusammen mit der Freinet-Kooperative waren 20 Jahre lang im Angebot präsent.
Ab Mitte der 1980er Jahre kristallisierte sich das historisch-politische Lernen als ein wesentlicher Schwerpunkt heraus. Das betraf die ganze Zeitspanne des 20. Jahrhunderts. Im Mittelpunkt stand die nationalsozialistisch geprägte Zeit, aber auch die DDR-Geschichte stellte ein gewichtiges Thema in Wochen- und Wochenendveranstaltungen dar. Kontinuierlich wurden Studienseminare in Ostmitteleuropa durchgeführt, in denen es um die Aufarbeitung der historischen Erfahrungen und die politischen und ökonomischen Transformationsprobleme postkommunistischer Gesellschaften ging. Die genannten Schwerpunkte schlossen immer auch erinnerungskulturelle Aspekte ein, nicht zuletzt im Hinblick auf die Einwanderungsgesellschaft. In den letzten Jahren konnte die Zahl der Gedenkstättenseminare an Orten ehemaliger nationalsozialistischer Konzentrationslager vervielfacht werden, begleitet von themenbezogenen Fortbildungen. Eine seit 1997 jährlich angebotene Werkstatt-Tagung gemeinsam mit dem Arbeitskreis der NS-Gedenkstätten und -Erinnerungsorte NRW sowie dem Forum Geschichtskultur an Ruhr und Emscher ermöglichte den fachlichen Austausch Lehrender aus allen Feldern der historisch-politischen Bildung. Durchgehend führte das Bildungswerk der HU – oft im Auftrag von Landeszentrale NRW und Bundeszentrale für politische Bildung und in Kooperation mit Verbänden – Sommerschulen, Fachtagungen und Fortbildungen konzipiert und durch.
Methodisch wurde häufig das Mittel der Exkursion im Sinne eines eigenaktiven Erkundens oder Projektlernens eingesetzt und weiterentwickelt, u. a. in Museen und im Stadtraum. Das Bildungswerk verstetigte das biographische Lernen in der politischen Bildung und bezog darüber hinaus seit den 1980er Jahren Zeitzeugen in Lernsettings ein. In den Jugendseminaren standen Fragen der Migrationsgesellschaft im Mittelpunkt. Hier war der kreative Medieneinsatz üblich, und unter anderem durch die Herstellung eigener Video- und Audiopräsentationen eigneten sich die Lernenden Medienkompetenz an.

## Projekte und wissenschaftlich-pädagogische Arbeitsstelle
Eine 1998 etablierte wissenschaftlich-pädagogische Arbeitsstelle des Vereins sorgte zusätzlich für fachliche und finanzielle Stabilisierung in den Zeiten, als die öffentlichen Förderungen erheblich gekürzt wurden. Eine Reihe von Veröffentlichungen zeugt von diesen Aktivitäten. Die Projekte waren oft auf die Analyse von Erwachsenbildungs-Sektoren und die Fortbildung von Multiplikatoren gerichtet.
Das Thema „Bildungsurlaub“ wurde seit den 1980er Jahren kontinuierlich mit Fachtagungen begleitet, zuletzt im Jahre 2014.
Erwähnenswert sind auch das deutsch-deutsche Dialogprojekt „Geteilte Erfahrungen“, das 1992–1994 in Zusammenarbeit mit der brandenburgischen Grundtvig-Stiftung Bürger und Bürgerinnen aus NRW und Brandenburg zusammenführte, sowie weitere Veranstaltungsreihen zur Auseinandersetzung mit der DDR-Geschichte.
Seit den 1990er Jahren organisierte das Bildungswerk – meist zusammen mit dem Forschungsinstitut Arbeit, Bildung, Partizipation Recklinghausen – mehrere ambulante Fachtagungen zur Geschichte der Erwachsenenbildung, die in der Buchreihe „Geschichte und Erwachsenenbildung“ des Essener Klartext-Verlags dokumentiert sind. Die Bände würdigen Pädagoginnen und Pädagogen sowie unbekannte Bildungsaspekte der Weimarer Republik, der Frauenbildung, der Zeit nach 1945 sowie der deutsch-polnischen Erinnerungsarbeit.
Mit thematischen Trends in der (politischen) Bildung befassten sich mehrere Expertisen der Arbeitsstelle, u. a. zum Einsatz neuer Technologien in der politischen Bildung, zur politischen Bildung in der Einwanderungsgesellschaft, zum Stellenwert der DDR-Geschichte in der politischen Erwachsenenbildung und zu neuen Lernsettings in Kultureinrichtungen. 2003 entstand im Auftrag der Arbeitsgemeinschaft Betriebliche Weiterbildungsforschung eine Expertise über die Relevanz von Lernkonzepten der 1970er- und 1980er-Jahre.
2008/2009 wurde gemeinsam mit dem Bildungsträger „Politische Memoriale“ in Schwerin auf der Basis lebensgeschichtlicher Interviews ein „Geschichtskoffer Jugenderfahrungen“ produziert, in dem Biografien aus West und Ostdeutschland für die außerschulische und schulische politische Bildung aufbereitet sind.
Ein Interviewprojekt „Pioniere des Gedenkens“ untersuchte und dokumentierte 2011/12 Akteursperspektiven auf die Etablierung und Arbeit von NS-Gedenkstätten und Erinnerungsorten in Nordrhein-Westfalen.
Im Anschluss an ein 2009 im Bildungswerk erarbeitetes Handbuch  richtete die Arbeitsstelle eine Serie von Fortbildungen aus zu unterbelichteten Facetten der DDR-Historie und der deutsch-deutschen Parallelgeschichte. Auch die hier erarbeitete Website DDR-Geschichte-vermitteln.de sucht qualifizierte Bildungsarbeit zum Thema der DDR-Geschichte zu fördern. In einem kooperativen Forschungsprojekt mehrerer Institutionen „Erinnerungskultur und Zivilgesellschaft in Ostdeutschland – Lokale Erfahrungen“ über Resistenz in der DDR der 1980er Jahre wurde vom Bildungswerk eine Feldstudie zur „Offenen Arbeit in Meiningen/Thüringen“ erarbeitet.
Daneben haben die Teammitglieder kontinuierlich zu Selbstverständnis, Verfasstheit und Geschichte der politischen Erwachsenenbildung sowie zur bildenden Auseinandersetzung mit der NS-Geschichte publiziert.

## Publikationen (Auswahl)
Werkhefte für politische Bildung und Arbeitnehmerweiterbildung:
- Heft 1: Ausländerfeindlichkeit und Betrieb. Materialien zu Bildungsurlaubsveranstaltungen, Essen 1993
- Heft 2: Bildungsurlaub und politische Bildung. Zur Debatte zwischen Erwachsenenbildung und Rechtsprechung, Essen 1994
- Heft 3: Bildungsurlaub zwischen Rechtsprechung und Pädagogik. Eine Tagungsdokumentation, Essen 1995
- Heft 4: Freiwillige Bildungsurlaubs-Standards? Chancen und Grenzen von Qualitätsvereinbarungen für die Arbeitnehmerweiterbildung, Essen 1997
- Heft 5: Bildungsurlaub nach Länderrecht. Aufgaben – Entwicklungen Regelungen, Essen 1998
- Heft 6: Über den politischen und unpolitischen Alltag in der DDR – Ost-West-Dialoge zu einem unerledigten Thema, Essen 2000
- Heft 7: Gemeinsames Erinnern? Grenzüberschreitende politische Bildung zum Thema „Nationalsozialismus“ in NRW, Belgien und den Niederlanden, Essen 2001
- Heft 8: Heidi Behrens, Paul Ciupke, Norbert Reichling, Die Auseinandersetzung mit der DDR-Geschichte in der politischen Erwachsenenbildung, Essen 2006[22]
- Heft 9: Heidi Behrens, Norbert Reichling, Blickwinkel – Blickwechsel. Perspektivisches Schreiben zur DDR-Geschichte. Vorschläge und Reflexionen, Essen/Recklinghausen 2012
- Heft 10: Zeitzeugenarbeit zur DDR-Geschichte. Historische Entwicklungslinien – Konzepte – Bildungspraxis, Essen 2012[23]

Heidi Behrens, Paul Ciupke, Norbert Reichling, Neue Lernarrangements in Kultureinrichtungen, Essen 2002
Paul Ciupke, Norbert Reichling, Regionalentwicklung, Zeitgeschichte und soziale Bewegungen im Revier. Ein subjektiver Rückblick auf 50 Jahre Bildungswerk der Humanistischen Union NRW, in: Forum Geschichtskultur Ruhr, Heft 2/2023